# 梅希約內斯
梅希約內斯是智利的城鎮，位於該國北部，由安托法加斯塔大區安托法加斯塔省負責管轄，始建於1842年，面積3,803平方公里，2002年人口10,042人，人口密度每平方公里2.6人。

## 外部連結

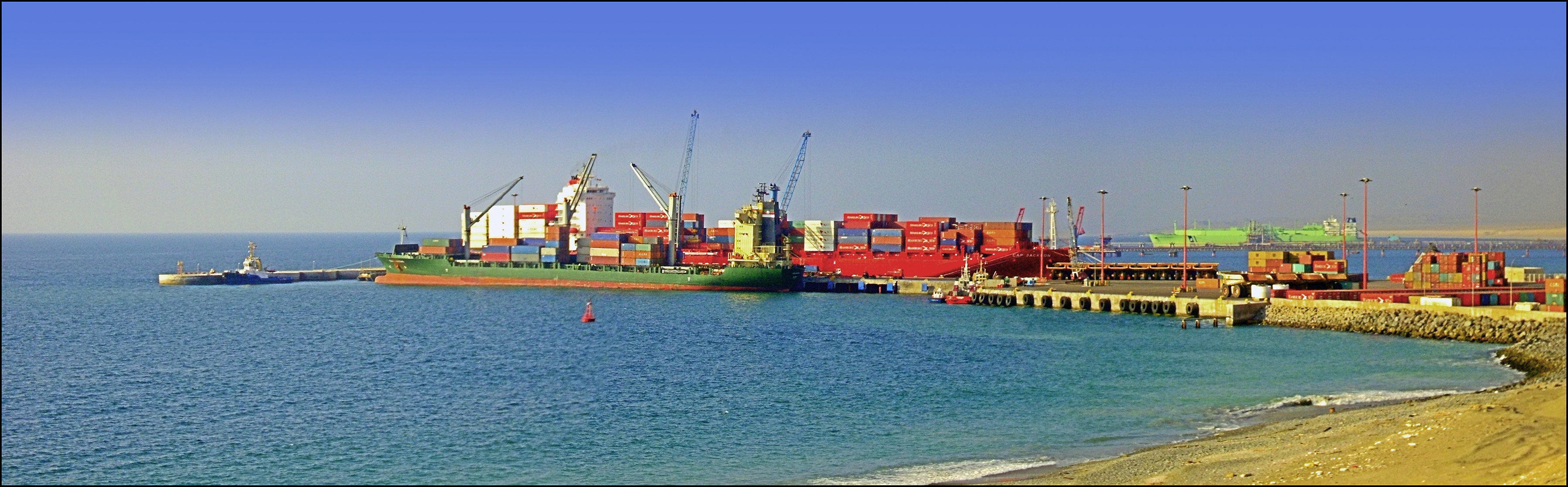

- （西班牙文） 官方网站